# Mappa di Zeno

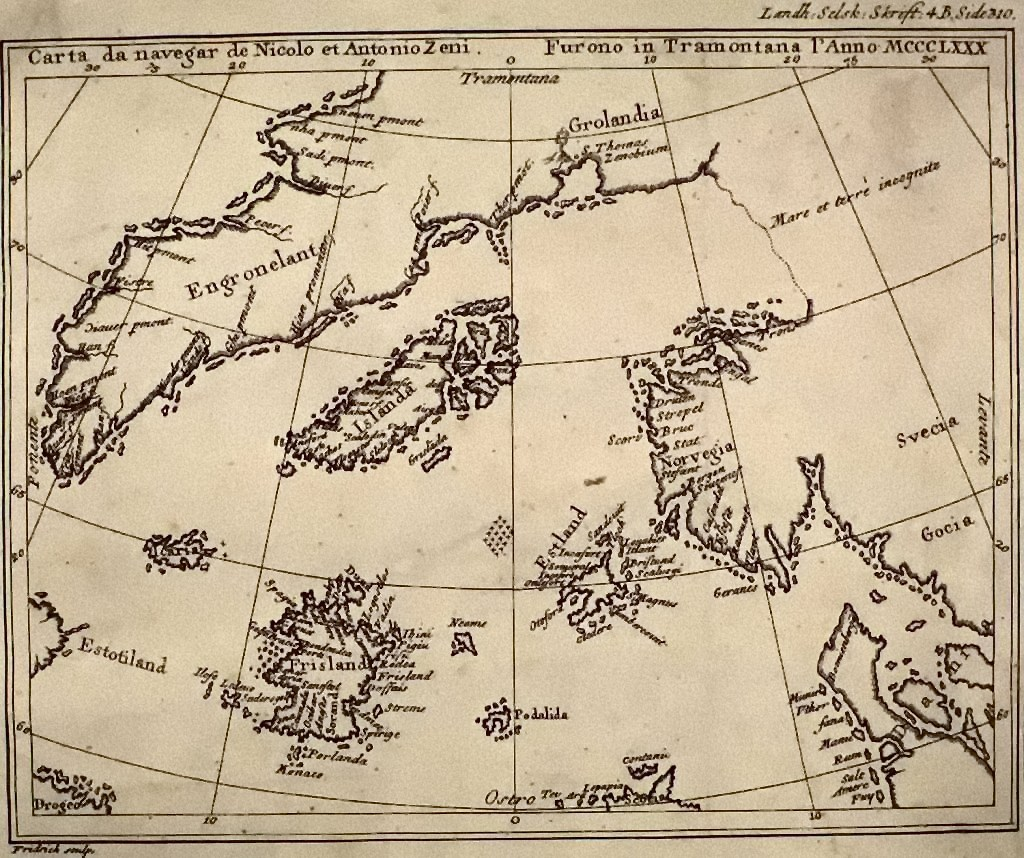
una riproduzione della "Carta di Zeno" in un libro del 1793

La Mappa di Zeno o "Carta di Zeno" è una mappa dell'Atlantico del nord pubblicata la prima volta nel 1558 a Venezia da Nicolò Zeno, un discendente di Nicolò Zeno (italianizzazione del cognome veneziano Zen), uno dei fratelli Zeno; due navigatori veneziani del XIV secolo, che sarebbero stati impegnati nell'esplorazione del Nord Atlantico e dei mari artici attorno al 1390.
Il giovane Zeno pubblicò la mappa, insieme con una serie di lettere, affermando di averle scoperte in un magazzino nella sua casa di famiglia a Venezia. Secondo Zeno, la mappa e le lettere risalivano al 1400 circa e presumibilmente descrivevano un lungo viaggio effettuato dai fratelli Zeno nel 1390 a servizio di un principe chiamato Zichmni. I sostenitori della leggenda di Henry Sinclair I conte delle Orcadi, suppongono che Zichmni sia un errore di trascrizione di d'Orcadi. Il viaggio presumibilmente attraversò l'Atlantico del Nord e, secondo alcune interpretazioni, raggiunse il Nord America.

## Dettagli della carta

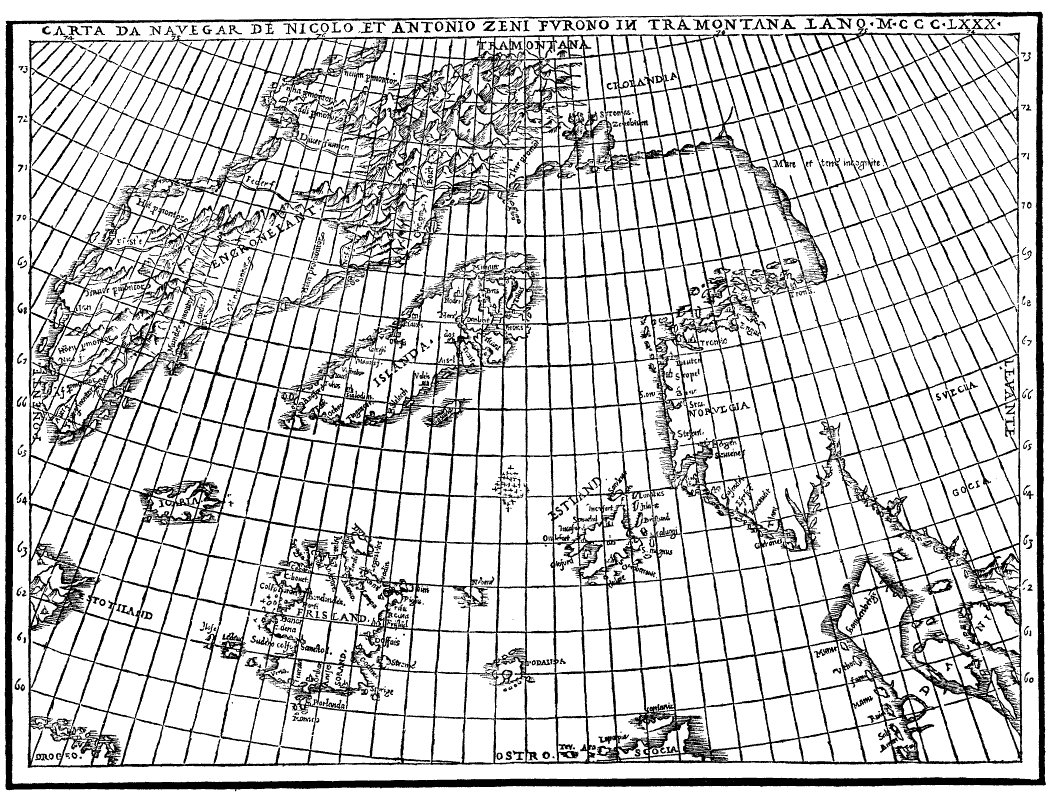
Portolano secondo la carta di Zeno

Rappresentazioni fantasiose di isole conosciute e sconosciute, come la Frislandia che sembra essere le isole Fær Øer, ma con l'estensione esageratamente sopravvalutata e l'isola d'Icaria, che non è collegata a nulla di conosciuto.
Il resto della mappa ha proporzioni ragionevoli e territori probabili.
Ha rappresentazione di:
- Norvegia (Norvegia)
- Svezia (Svecia)
- Danimarca (Dania)
- le isole Shetland (Estland)
- le isole Fær Øer (Frisland)?
- Scozia (Scocia)
- Islanda (Islanda) ;
- Groenlandia (Engronelant),
- Estotiland che sembra essere la costa est del Labrador o Terranova.
- Drogeo che poteva essere Terranova o la Nuova Scozia.

## Vedute moderne
Molti storici considerano la mappa e la narrativa correlata come una bufala, perpetrata dal giovane Zeno per fare una rivendicazione retroattiva per Venezia di aver scoperto il nuovo mondo prima di Cristoforo Colombo. Tuttavia nel 2020 sono state rinvenute delle perle veneziane in Alaska con datazione tra il 1440 e il 1480 che hanno riaperto diverse teorie tra cui la scoperta del nuovo mondo da parte dei fratelli Zeno.
Le prove contro l'autenticità della mappa si basano in gran parte sull'aspetto di molte isole fantasma nel Nord Atlantico e al largo delle coste dell'Islanda. Una di queste isole inesistenti era Frislandia, dove i fratelli Zeno avrebbero trascorso qualche tempo.
L'opinione corrente degli studiosi considera la mappa essere un falso basato su mappe esistenti del XVI secolo, in particolare:
- la mappa del Nord di Olaus Magnus, la Carta marina
- la Caerte van Oostland di Cornelis Anthoniszoon
- le mappe del Nord di Claudius Clavus[6]
- la mappa del 1553 di Matteo Prunes[7]

## Le isole fantasma

### Estotiland
Estotilandia appare sulla mappa Zeno, apparentemente sul lato occidentale dell'Oceano Atlantico nella posizione del Labrador. "'Estotiland' è elencato, insieme a Eden e Arcadia, sotto il titolo "utopia, il paradiso, il paradiso, il paradiso in terra" in Roget's International Thesaurus (New York: Crowell, 1962)"; è una delle fonti per "'Russian' Estoty" in Ada di Vladimir Nabokov.

### Frislandia
Frislandia, è apparsa praticamente su tutte le mappe del Nord Atlantico dal 1560 fino verso il 1660. Non è da confondere con il nome simile della Frisia nei Paesi Bassi. Si riferiva in origine all'Islanda ("Freezeland"), ma dopo la mappa di Zeno viene posta come una isola del sud separata (o occasionalmente a sud-ovest) dell'Islanda, comparendo sulle mappe per i successivi 100 anni.